# 李炳夏
李 炳夏（イ・ビョンハ、朝鮮語: 이병하、1913年11月18日 - 2000年11月2日）は、大韓民国の政治家、裁判官、弁護士、公証人。第12代法務部長官、第4・5代韓国国会議員。
本貫は真城李氏。号は暁汀、日本名は李家炳夏。

## 経歴
日本統治時代の慶尚北道聞慶郡出身。地元で普通学校を卒業後、1928年に京城に上京し雑貨店の店員を務めたが、1931年9月に内地に密航し、同年11月に大阪の日刊新聞の従業員に就職した。1933年4月には甲種中学校である大阪北洋商業学校の夜間部3年に編入し、1935年3月に卒業。同年4月に明治大学専門部法科夜間部に入学し、1938年に卒業した。卒業後はしばらく京城の三中井百貨店で経理・人事管理・商品購入担当職員を務め、1940年には三中井百貨店の東京支社に転職した。1941年4月には明治大学法学部に入学し、1942年7月に高等文官試験司法科に合格した。1943年10月には金融組合理事試験に合格して修習課程を履修したが、1944年には学徒兵として軍に入隊した。1945年2月には日本軍の幹部候補生試験に合格したため、予備士官学校である京都の福知山にある中部軍教育隊に入校したが、訓練を受けた最中に解放を迎えた。
帰国後は1945年10月に大邱地方法院の司法官試補に任命され、1947年9月に同法院の判事に昇進した。1948年5月には初代総選挙の大邱中区の選挙委員長を務めた。1950年3月に判事を辞め弁護士を開業し、同年5月の第2代総選挙で故郷の聞慶から出馬したが落選した。1952年5月に民国党に入党し、1954年5月の第3代総選挙では民国党の公認で大邱乙区から出馬したがまた落選した。1958年5月の第4代総選挙では民主党の公認で同じ選挙区から出馬し初当選した。国会議員在任中には1959年の第14回国連総会に韓国代表として出席し、1960年3月には馬山義挙の国会調査に参加した。4・19革命以降は国会法司委員会で悪法改正作業に参加し、1960年7月の第5代総選挙では無所属候補として故郷の聞慶から再選した。1961年5月には法務部長官に就任したが、半月後の5・16軍事クーデターの発生により投獄された。わずか5日後に釈放されたが、自宅軟禁は8ヶ月間にわたった。その後は1963年の第6代総選挙で大邱中区選挙区から出馬したが落選し、1967年の第7代総選挙でも金泉・金陵選挙区から出馬したが再び落選した。1970年には政界引退を宣言し、同年11月からはソウル公証人合同事務所で公証人を務めた。1984年に公証人の任期が満了すると、再び弁護士を開業した。他には民主党中央委員・慶北道党副委員長・首席副総務・院内総務・常務委員会議長、大韓老人会会長、大韓民国憲政会顧問などを務めた。
2000年11月2日にソウル市西大門区の自宅で老衰により死去した。享年87。